# La Crus (album)
La Crus è l'album discografico di debutto del gruppo musicale rock italiano La Crus, pubblicato nel 1995 per la WEA.

## Descrizione
L'album viene accolto molto favorevolmente dalla critica, riceve infatti il Premio Ciampi, la Targa Tenco e viene valutato migliore album di debutto per la rivista Musica & Dischi.

## Tracce
- CD (WEA, 4509-99105-2, )

Testi e musiche di Giovanardi e Malfatti tranne dove indicato.
1. Natura morta – 4:38
2. Il vino – 3:28 (Piero Ciampi)
3. Notti bianche – 1:43
4. Nera signora – 3:33
5. Angela – 3:56 (Luigi Tenco)
6. Soltanto un sogno – 2:51
7. La giostra – 2:25
8. Buco di pietra – 2:39
9. Lontano – 4:46
10. Dov'è finito Dio – 2:30
11. Tarab – 2:48
12. Vedrai – 3:46
13. Ricomincio da qui – 1:03

Durata totale: 40:06